# Al-Farabi
Abi Nasr (abu-Nasr) Mohamed ibn-Mohamed ben Uzlag ibn-Tarkan al-Farabi (Alfarabi) (turško Farabi, perzijsko أبو نصر محمد الفارابي, latinsko Alpharabius), turški filozof in učenjak, * 870, Vasij pri Farabu, pokrajina Transoksanija, Perzija, (danes Turkmenistan), † 950, Damask, Sirija.

## Življenje in delo
Al-Farabijeva starša sta bila perzijskega porekla, vendar so se njegovi predniki preselili v Turkmenistan. Najprej je končal šole v Farabu in Buhari, leta 901 pa je odšel v Bagdad. Tu se je izobrazil pri nestorijanskih izobražencih: zdravniku Abu Bišru Mati in prevajalcu ter logiku Juhani ibn Halianu. Dobro je govoril več jezikov in postal vsestransko izobražen. 
Njegovo ime izhaja iz portugalske besede alfarrábio, kar pomeni 'staro, debelo', oziroma 'dolgočasno knjigo'.
Živel je kot sufi v Alepu na razkošnem dvoru Sajfa-al-Davlaha al-Hamdanija. Njegov neoplatonistični filozofski sistem, ki se ga lahko rekonstruira iz več njegovih razprav o Platonu in Aristotelu, je bil neke vrste sinkretizem platonizma, aristotelizma in sufizma. V neoplatonistični sintezi Platona in Aristotela daje Platonovim idejam  ontološko prvenstvo, medtem ko Aristotelovim bitnostim preda epistemološko prvenstvo. Kar pomeni, da v spoznavanju iz izkušnje daje prav Aristotelu, a hkrati kot musliman Al-Farabi zagovarja obstoj resnic, ki so večne, neustvarjene in brezčasne, npr. o Enosti Boga. Po Al-Farabiju pripade pri iskanju teh resnic prvenstvo Platonu.
Al-Farabiju je poznavanje Aristotela in Platona prinesel zavidljiv naziv »drugi učitelj« (al-mu'allim al-tani), takoj za Aristotelom. Poleg velikega števila tolmačev o Aristotelu in o drugih grških filozofih, je pisal razna psihološka, politična, sociološka, metafizična dela, od katerih sta najbolj znani Spis, ki vsebuje bisere modrosti (Risalat Fusus al-Hikam) in Spis o mišljenju naroda zgornjega mesta (Risalah fi Ara Ahl al-Madinah al-Fadilah). V zadnjem spisu in v svojem delu Politična ekonomija (al-Sijasah (Sijasat) al-Madanijah) je pod vplivom Platonove Države in Aristotelove Politike podal svojo zamisel o idealni državi v razmerah islama, ki si jo je zamislil kot hierarhični organizem, podoben ljudskemu telesu. Vladarja, ki odgovarja srcu, služijo služabniki, njih pa spet drugi, nižji od njih. Cilj skupnosti v njegovi idealni državi je sreča vsakega posameznika, katerega vladar mora biti nravno in intelektualno popoln. V tem delu mesto filozofa-vladarja zavzema prerok Mohamed. Njegovo filozofsko delo je pripravilo pot Ibn Sini.
Religija je bila zanj simbolna predstava resnice. Kakor Platon je menil, da predstavlja dolžnost za filozofa pri državni pomoči. Razširjal je pogled, da ima vzrok večjo moč od razodetja, kar je bilo krivoversko za pravega muslimana. Začel je z razumsko analizo Korana in zavrnil je predestinacijo.
Njegovi drugi spisi ga prikazujejo kot brezkompromisnega zdravnika in matematika, čarobnega učenjaka in odličnega glasbenika. V bistvu ga imajo za največjega arabskega teoretika. Poleg obdelave glasbe v dveh njegovih kompendijih o znanosti, je posvetil tri velika dela temu predmetu. Glavno delo s tega področja je Velika glasbena knjiga (Kitab al-Musiki al-Kabir). Zanj so govorili, da je v prisotnosti svojega pokrovitelja Sajfa-al-Davlaha lahko igral lutnjo tako dobro, da so poslušalci padali v smeh, v jok ali pa so zaspali, vključno z vratarji. Stare pesmi, ki jih pripisujejo njemu, še vedno prepevajo mavlavi derviši. Izdelal je večje število glasbil, na katera je tudi igral.
Al-Farabi je znan tudi po tem, da je pokazal na obstoj praznega prostora v fiziki.